# Søndre Skole
Søndre Skole Er en Folkeskole Institution. Søndre Skole er ejet af Lolland Kommune. Søndre Skole har 2 folkeskoler:
Holeby Skole

Rødby Skole

## Eksterne Henvisninger
- Lolland Kommune - Hjemmeside
- Søndre Skole's Hjemmeside Arkiveret 30. december 2010 hos  Wayback Machine

|  | Denne artikel om en bygning eller et bygningsværk kan blive bedre, hvis der indsættes et (bedre) billede. Du kan hjælpe ved at afsøge Wikimedia Commons for et passende billede eller lægge et op på Wikimedia Commons med en af de tilladte licenser og indsætte det i artiklen. |

| Skole | Spire Denne artikel om en skole, en uddannelsesinstitution eller uddannelse er en spire som bør udbygges. Du er velkommen til at hjælpe Wikipedia ved at udvide den. |

54°41′48″N 11°23′09″Ø / 54.6966°N 11.385823°Ø